# 11e cérémonie des Georgia Film Critics Association Awards
La 11e cérémonie des Georgia Film Critics Association Awards (GFCA Awards), décernés par la Georgia Film Critics Association (GAFCA), a eu lieu en janvier 2022, et a récompensé les films réalisés l'année précédente.

## Palmarès

### Prix Oglethorpe pour l'excellence du cinéma de Géorgie
- The Suicide Squad – James Gunn